# Ellingsen (Möhnesee)
Ellingsen ist ein Ortsteil der Gemeinde  Möhnesee.
Etwa sechs Kilometer östlich von Körbecke befindet sich der Ort in einer großflächigen, landwirtschaftlich genutzten Landschaft. Diese liegt auf der zur Soester Börde abfallenden Seite des Haarstranges.
Ein historisch gewachsener Dorfmittelpunkt ist nicht vorhanden, hauptsächlich stehen die Häuser entlang der Hauptstraße. Immer schon war der Ort landwirtschaftlich geprägt. Es befinden sich noch zwei Vollerwerbs- und einige Nebenerwerbsbauernhöfe in der Ortschaft. Im Wesentlichen besteht Ellingsen aus ehemaligen, nun als Wohnhäuser genutzten Bauernhäusern.

## Geschichte
Erstmals urkundlich erwähnt wurde der Ort 1341. Zu dieser Zeit regierten die Arnsberger Grafen. Diese verkauften das Gericht und das Kirchspiel zusammen mit dem Gericht in Körbecke (Möhnesee) an das Erzstift Köln. Das Erzbistum Köln hatte bis 1803 die Landesherrschaft.
Kurzzeitig gehörte der Ort zum Rheinbundfürsten Ludwig X, danach kam er zur Provinz Westfalen.
Die Soester Bettelorden der Minoriten und der Dominikaner und auch die Nonnen des Zisterzienserklosters Benninghausen bezogen Einkünfte aus den Höfen in Ellingsen.
Am 1. Juli 1969 wurde Ellingsen in die Gemeinde Möhnesee eingegliedert.